# José María Jiménez Garrido
José María Jiménez Garrido fue un militar que nació en la ciudad de Villahermosa de San Juan Bautista, en la otrora provincia colonial de Tabasco, de la Nueva España (hoy México). Llegó a ocupar el grado de Capitán del Regimiento de Dragones. Es considerado uno de los precursores de la Independencia en Tabasco.

## Primeros años
Sus padres fueron el Coronel Francisco Jiménez y doña Antonia Garrido. Estudió primaria y posteriormente fue autodidacta. Desde joven se distinguió por sus ideas liberales y ser enemigo de las ideas políticas y religiosas de la época. Se interesó desde el inicio en el movimiento independentista siendo cabeza del partido insurgente en el estado, lo que le valió ser tachado de "escandaloso" y ser vigilado por las autoridades coloniales de Tabasco.

## Grito de Independencia 1814
En 1814 fue el primer tabasqueño que profirió el "grito de Independencia" en Tabasco, enarbolando los ideales de Miguel Hidalgo y José María Morelos, Sin embargo, su iniciativa no tuvo éxito, y fue encarcelado por el gobernador de la provincia de Tabasco, Francisco Heredia Vergara.
Años más tarde fue dejado en libertad debido a un indulto real, y de inmediayo, el Capitán Jiménez promovió reuniones secretas con la finalidad de reavivar las ideas del movimiento independentista en la provincia.

## Toma de Villahermosa 1821
El Coronel José María Jiménez, es considerado el verdadero motor intelectual y organizador de la proclama independentista en Tabasco. Al enterarse de que Agustín de Iturbide había promulgado el Plan de Iguala que declaraba la Independencia, el 30 de junio de 1821 proclamó en Tabasco dicho plan, y se alzó en armas el 5 de julio de ese mismo año junto con su hijo José Víctor Jiménez, Luis Timoteo Sánchez y demás seguidores, lograron tomar la ciudad de Villahermosa y a las 2 de la tarde en la Plaza Mayor dieron a conocer el "Glorioso sistema Independiente". Pese a eso, los realistas lograron retomar la ciudad y Jiménez tuvo que huir hacia la barra principal y esconderse en las riberas.
Sin embargo, días después fue aprehendido por las fuerzas realistas del último gobernador colonial de Tabasco, Ángel del Toro, quien lo envió a la prisión de San Fernando de la Frontera y de ahí a San Juan de Ulúa, junto con su hijo José Víctor Jiménez y demás simpatizantes, con la intención de deportarlos a España. Veinte días después la guarnición de la prisión de San Juan de Ulúa, les facilitó la fuga, dirigiéndose ambos, hacia Tabasco, encontrando en el camino, el correo que llevaba la orden de ponerlos en libertad, ya que la tropa del general Juan Nepomuceno Fernández Mantecón, había tomado la ciudad de Villahermosa de San Juan Bautista y proclamado la independencia de Tabasco.
Se desconocen la fecha y lugar de su fallecimiento.